# Cacia suturevittata
Cacia suturevittata là một loài bọ cánh cứng trong họ Cerambycidae.